# Колодец (фильм, 1951)
«Колодец» (англ. The Well) — фильм нуар режиссёров Лео С. Попкина и Расселла Рауса, который вышел на экраны в 1951 году.
Отдалённо основанный на реальных событиях, фильм рассказывает о том, как исчезновение маленькой афроамериканской девочки сначала довело тихий американский городок до грани расового бунта, а затем, после обнаружения девочки в глубоком колодце — о совместных усилиях жителей города — как чёрных, так и белых — по её спасению.
В фильме были заняты как профессиональные, так и множество непрофессиональных актёров. Это был один из немногих фильмов нуар, в котором в главных и значимых ролях наряду с белыми играли и чёрные актёры.
Другими фильмами нуар, в той или иной степени затрагивавшими расовую тему, были «Выхода нет» (1950), «Штормовое предупреждение» (1951) и «Ставки на завтра» (1953).
Фильм был номинирован на два Оскара — за лучший оригинальный сценарий и за лучший монтаж.

## Сюжет
В небольшом американском городке пятилетняя афроамериканская девочка Каролин Кроуфорд (Гвендолин Лэстер) бежит через пустырь к школе, неожиданно проваливаясь в заросший заброшенный колодец. Взволнованные исчезновением Каролин, её мать Марта (Мэйди Норман) и дедушка (Джордж Хэмилтон) дают описание девочки шерифу Бену Келлогу (Ричард Робер), который отправляется на её розыски. Дедушка и вернувшийся в работы отец Каролин по имени Ральф (Эрнест Андерсон) при этом начинают самостоятельный розыск ребёнка. Вскоре Бену звонят из школы, где шериф выясняет, что трое одноклассников видели, как какой-то мужчина разговаривал с Каролин перед цветочным магазином «Вуди». Хозяин магазина мистер Вуди сообщает, что незнакомый белый мужчина купил у него цветы и подарил их девочке. Работающий у мистера Вуди чёрный юноша быстро разносит новость о разговоре своего босса с шерифом, и вскоре среди чёрных жителей городка распространяется слух, что белый человек похитил Каролин.
Тем временем Бен снабжает своих подчинённых описанием мужчины и фотографией девочки, поручая им установить патрули на выездах из города, а также обыскать все общественные заведения в городе в поисках Каролин, при этом провести всё без нежелательной шумихи. Однако новость быстро распространяется и среди белых горожан, после чего множество людей обеих рас собирается перед полицейским участком. Отец, дедушка и дядя Каролин по имени Гейнс (Альфред Грант) встречают шерифа в его кабинете, и Гейнс обвиняет Бена в том, что тот до сих пор не нашёл подозрительного мужчину, потому что тот белый. Однако Бен жёстко отвечает ему, что цвет кожи не имеет к делу никакого отношения. Наконец, полиция находит таксиста, который сообщает, что подвозил соответствующего описанию мужчину к зданию строительной компании Паккарда. В офисе компании выясняется, что приехавшим мужчиной является Клод Паккард (Гарри Морган), племянник влиятельного владельца компании Сэма Паккарда (Барри Келли).
Тем временем приходит сообщение, что Клода задержали на автобусной станции. После опознания свидетелями Клод признаёт, что действительно купил Каролин цветы, но затем отправил её в школу. Он уверяет, что в городе находится проездом, так как хотел увидеться с дядей, которого не видел пять лет, но не застал того на рабочем месте. По профессии Клод горный инженер, и хотел выяснить у дяди, не требуются ли ему специалисты его профиля. Клод рассказывает, что в ожидании автобуса немного побродил по городу, однако не может рассказать ничего конкретного о своём пребывании. Допрос Клода приобретает всё более жёсткие формы, тем временем в офис шерифа прибывает Сэм Паккард, который угрожает Бену, требуя немедленно отпустить племянника. Затем, оставшись с Клодом наедине, Сэм пытается заставить того сказать, что они провели всё утро вместе, и таким образом избежать скандала, который может навредить авторитету Сэма в городе. Однако Клод отказывается идти на сговор с дядей, требуя выяснить всю правду.
Среди чёрной общины начинает расходиться слух, что Сэм добьётся освобождения своего племянника. На выходе из офиса шерифа Сэма встречают Гейнс и Ральф, пытаясь поговорить, однако когда он пытается прорваться мимо них, то падает на землю, теряя сознание. Гейнс и Ральф убегают, а среди белых распространяется слух, что Сэма избили чернокожие. В городе начинаются столкновения и драки между молодежью на расовой почве. Ситуация подогревается разрастающимися слухами, которые провоцируют новые столкновения, приобретающие всё более масштабный характер. В поисках каких-либо зацепок Бен и его заместитель Микки (Дик Симмонс) приезжают осмотреть пустырь, где могла пройти Каролин, но вынуждены прервать поиски, когда прибывший помощник шерифа сообщает о том, что группа хулиганов избила Сэма Паккарда, после чего по всему городу начались расовые столкновения. Бен поручает Микки отвезти Клода в округ до тех пор, пока ситуация не успокоится.
На собрании гражданского комитета в кабинете мэра (Том Пауэрс) Бен предлагает запросить помощь милиции штата, но как чёрные, так и белые члены комитета опасаются, что это может привести к ещё худшим результатам. Когда Бен предупреждает, что вскоре в городе начнётся расовый бунт, один из чёрных членов комитета вспоминает о бунте, свидетелем которого он был в детстве, когда на его глазах тело отца протащили по улицам, а белого ребёнка забили до смерти. Озабоченный ситуацией, мэр решает обратиться за помощью к губернатору, одновременно поручая Бену сделать всё возможное, чтобы сдержать людей в городе. Помощники шерифа разгоняют на улицах скопления людей, среди которых распространяются ложные слухи. Правая рука Сэма Паккарда по имени Уайли (Роберт Остерлох) вместе с двумя подчинёнными ловит и избивает Гейнса за то, что тот якобы избил его шефа. Вскоре начинается пожар на складах Паккарда, после чего Уайли собирает группы белых из разных районов около офиса компании, говоря, что они устроят чёрным такое, что те никогда не вернутся в город. Шериф готовит добровольцев для патрулирования улиц и борьбы с правонарушениями.
Микки сообщает шерифу, что машину с Клодом преследуют два автомобиля, после чего Бен приказывает им вернуться в участок. Поступает информация, что большая группа вооружённых белых концентрируется около офиса компании Паккарда, и Бен выезжает на место. Пройдя в кабинет к Сэму, который руководит организацией людей, шериф заявляет, что тот делает большую ошибку. Однако Сэм отвечает, что только что подвергся унижению, хотя построил этот город своими руками, и скорее уничтожит его, чем даст «грязным чёрным» захватить его. Далее он говорит, что остановит чёрных, даже если придётся убить каждого из них. В свою очередь Бен его предупреждает, что если Сэм только попробует обратиться к насилию, то он перестреляет всех как «свору бешеных собак».
В этот момент собака находит на пустыре отверстие в земле, в которое провалилась Каролин, и, на лай подходит мальчик-хозяин собаки, который находит учебник и курточку Кэролин и убегает. Гейнс проводит собрание чёрных, на котором призывает сопротивляться и убивать за каждого чёрного двух белых. Его поддерживает Ральф, заявляющий, что того белого, который убил его ребёнка, пытаются тайно вывезти из города. В офисе шерифа мэр с нетерпением ожидает возвращения Бена, чтобы сообщить ему о том, что милиция штата задерживается с прибытием на несколько часов, требуя от Бена остановить волнения. После того, как на них было совершено нападение, Микки с Клодом возвращается в офис шерифа. Бен принимает решение вооружить добровольцев, однако не все добровольцы готовы стрелять в своих друзей и соседей. Тогда Бен объясняет им, что это единственный способ остановить ещё большее насилие, угрожающее каждому в этом городе.
Мальчик приносит Марте вещи Каролин, после чего быстро становится известно, что девочку нашли, и острота расового конфликта сразу же спадает. Вооружённые отряды расходятся, а люди, как чёрные, так и белые собираются вокруг колодца, в который провалилась Каролин. Бен и родители девочки пытаются докричаться до неё в узкое глубокое отверстие, однако не слышат никакого отклика в ответ. Тогда к колодцу подъезжает Глизон (Рой Энджел), белый владелец магазина электроники, который совсем недавно призывал к расправе над чёрными. На этот раз он привёз звукоусилитель и микрофон, который опускает в колодец. Благодаря технике удаётся расслышать слабый голос девочки, и становится понятно, что она там и пока ещё жива. Бен опускает в колодец канат, чтобы Каролин обвязала его вокруг талии, и таким образом её могли бы вытащить на поверхность, однако девочка не может этого сделать, после чего у Марты начинается истерика, и её оттаскивают от колодца. Группы добровольцев с помощью отбойных молотков, лопат и тележек начинают копать воронку рядом с колодцем, чтобы добраться до Каролин. Тем временем мэр и Бен изучают городской план, на котором отмечен колодец, который строился 30 лет назад, но был заброшен, так как вода залегала там слишком глубоко. Они выясняют, что Каролин застряла на глубине примерно 20 метров.
Принимается решение прокопать параллельный колодец на эту глубину, и затем от него пробить поперечный туннель к Каролин. Белый владелец деревообрабатывающий компании обещает поставить необходимые балки для укрепления стенок туннеля. В этот момент на площадке появляется Сэм вместе с Уайли. Он быстро понимает, что такими примитивными средствами добровольцы никогда не доберутся до цели, о чём и говорит Бену. Сэм подходит к колодцу, осматривает площадку, размечает участок и даёт указание пригнать специальную строительную технику, способную эффективно пробивать отверстия сквозь каменистый грунт на большую глубину. Поскольку к этому времени уже стемнело, Бен обращается ко всем собравшимся с просьбой подогнать машины к линии оцепления и включить фары, чтобы можно было осветить место ведения работ. Сэм и Уайли берут руководство работами на себя. Тем временем на свободу выпускают Клода, с которого сняты все подозрения.
Сэм просит племянника как опытного горного инженера помочь пробить туннель, однако Клод, разозлённый на то, как с ним обошлись в этом городе, уходит. Наконец, когда проходчики достигают нужной глубины, необходимо строить поперечный туннель, однако в пробитый колодец можно опускать только по одному рабочему. В этот момент на площадке появляется Клод, который предлагает наилучший план строительства поперечного туннеля, после чего первым спускается в колодец для осмотра ситуации на месте. Неожиданно через туннель начинает поступать вода, которая заливает колодец, в результате приходится заниматься её откачкой, что может занять до нескольких часов, кроме того, уже в течение более двух часов девочка не подаёт никаких звуков. Наконец, воду удаётся откачать, однако при очередном спуске вниз от образовавшейся жижи оседает стенка туннеля, и землёй частично заваливает Уайли, однако Гейнсу удаётся поднять его на поверхность. Вскоре происходит ещё одно обрушение стенки, но оставшийся на глубине Клод продолжает работать, в итоге пробивая проход к колодцу Каролин.
Так как вода снова начинает наступать, Клоду грозит реальная опасность, и Ральф, несмотря на то, что его дочь извлечь не удалось, просит, чтобы Клода немедленно подняли наверх. Тем не менее по требованию Клода Гейнс спускает ему бензопилу, с помощью которой можно распилить металлическую трубу и извлечь застрявшего ребёнка. Наконец, они распиливают трубу и достают Каролин на поверхность, однако в темноте не могут разобрать, в каком она состоянии. Клод, завернув девочку в полотенце, передаёт её в руки Бену, который относит её в скорую помощь. Выходя из кареты скорой помощи, Бен говорит Марте, что с Каролин будет всё в порядке, затем мэр по громкоговорителю сообщает эту новость всем собравшимся, вызывая всеобщее ликование. Родители Каролин обнимают друг друга, а Сэм, закуривая сигару, по-дружески подмигивает счастливому племяннику.

## В ролях
- Ричард Робер — шериф Бен Келлог
- Барри Келли — Сэм Паккард
- Гарри Морган — Клод Паккард
- Том Пауэрс — мэр
- Роберт Остерлох — Уайли
- Альфред Грант — Гейнс
- Мэйди Норман — Марта Кроуфорд
- Джордж Хэмилтон — дедушка Пибоди
- Эрнест Андерсон — Ральф Кроуфорд
- Дик Симмонс — заместитель шерифа Микки Макклюр
- Кристин Ларсен — Кэйси
- Пэт Митчелл — Питер
- Уитон Чамберс — Вуди
- Майкл Росс — Фрэнк
- Джесс Киркпатрик — Куигли
- Рой Энджел — Глизон
- Билл Уокер — доктор Биллингс
- Гвендолин Лэстер — Каролин Кроуфорд
- Эмил Ситка — обедающий в кафе мужчина (в титрах не указан)

## Создатели фильма и исполнители главных ролей
Историк кино Гленн Эриксон отмечает, что «этот фильм был произведён продюсером Гарри Попкиным, который в конце 1940-х годов выпустил три новаторских нуаровых триллера — выдающийся „Мёртв по прибытии“ (1950), этот фильм и „Вор“ (1952). Все эти фильмы были написаны и поставлены командой в составе Расселла Рауса и Кларенса Грина, у которых впоследствии была неровная, но интересная карьера». Как пишет журнал TimeOut, это был «первый фильм Рауса в качестве режиссёра (сценарий он написал совместно с Кларенсом Грином, с которым годом ранее написал „Мёртв по прибытии“)». Помимо этих картин, Раус вместе с Грином был сценаристом и постановщиком ещё нескольких интересных фильмов нуар, таких как «Порочная женщина» (1953) и «Секреты Нью-Йорка» (1955) , а также во второй раз после этого фильма номинировался на Оскар как лучший сценарист комедии «Телефон пополам» (1959). Кроме того, в 1952 году за фильм «Вор» (1952) Раус был номинирован на премию Золотой лев Венецианского кинофестиваля, а в 1953 году вместе с Грином — на Золотой глобус за лучший сценарий.
Исполнитель главной роли Ричард Робер в этот период был очень востребованным актёром, сыгравшим в криминальных драмах и фильмах нуар «Женщина на пирсе 13» (1949), «Порт Нью-Йорка» (1949), «Дело Тельмы Джордон» (1950), «Ответный огонь» (1950), «Звонить 1119» (1951) и «Высокая цель» (1951). По словам Эриксона, «Робер успешно наращивал список крепких ролей, но, к сожалению, погиб в автокатастрофе год спустя». Гарри Морган начал актёрскую карьеру в Голливуде в 1942 году, где сыграл в таких вестернах, как «Случай в Окс-Боу» (1943) и «Ровно в полдень» (1952), а также в фильмах нуар «Большие часы» (1948) и «Скандальная хроника» (1952). Однако наибольших успехов Морган добился на телевидении, где исполнял постоянные роли в сериалах «Декабрьская невеста» (1954—1959), «Пит и Глэдис» (1960—1962), «Облава» (1967—1970), «Хек Рэмзи» (1972—1974), «МЭШ» (1975—1983) и «После МЭШ» (1983—1984).

## История, положенная в основу фильма
Как написал Гленн Эриксон, «в апреле 1949 года молодая телестанция из Лос-Анджелеса KTLA вошла в историю своим марафонским освещением 27-часовых усилий по освобождению маленькой девочки Кэти Фискас из узкого заброшенного колодца в Сан-Марино, Калифорния. Телерепортаж с места события был совершенно новым явлением, и благодаря телевидению этот случай стал общенациональной трагедией». Как отмечено на сайте Американского института киноискусства, создатели фильма признавали, что на их работу оказала влияние именно эта трагедия, когда люди безуспешно пытались спасти девочку, а также тот факт, что «репортаж вёлся в прямом эфире, став первым новостным событием, которое оказалось в центре внимания всей страны благодаря быстро развивавшемуся телевидению». Как отметила газета Los Angeles Express, «финальный эпизод „Колодца“ во многом напоминает трагический случай Кэти Фискас, где отчаянные действия по спасению продолжались на протяжении всей ночи, а душераздирающий саспенс достиг почти невыносимого уровня».

## История создания и прокатная судьба фильма
Рабочее название этого фильма — «Глубокий колодец».
В мае 1950 года газета Los Angeles Express сообщила, что продюсер фильма Гарри Попкин «чуть не взорвался, прочитав, что Билли Уайлдер обдумывает идею картины, основанную на трагическом случае спасения Кэти Фискас… Попкин не собирался позволить кому-либо опередить его на экране с этой картиной». Между тем фильм Уайлдера «Туз в рукаве» был выпущен в июле 1951 года, то есть раньше «Колодца», однако он был посвящён попыткам спасти застрявшего в горной пещере собирателя древнеиндейских артефактов. Ещё раньше, в октябре 1950 года вышел фильм Роберта Уайза «Три секрета», который также был сделан под впечатлением от трагедии Фискас, однако в этом фильме речь шла о спасении пятилетнего мальчика, который чудом выжил в результате авиакатастрофы в горах Калифорнии.
Что касается расовой темы, то, как отметила «Нью-Йорк Таймс» 1 октября 1950 года, кинематографисты использовали «аутентичный, фактический материал, почерпнутый из реальных расовых бунтов в американских городах, особенно, того, который произошёл в Детройте 20 июня 1943 года, в котором погибло 34 человека».
Натурные съёмки проводились в городках Мэрисвилл и Грасс-Валли в северной Калифорнии, и фильм был завершён в Motion Picture Center Studio в Голливуде при общем бюджете в 450 тысяч долларов. По словам Эриксона, «судя по акценту (местных жителей, снимавшихся в картине) создатели намеревались показать, что такие события могли происходить не только в городе на Юге, а в любом небольшом американском городе. Снимавшиеся в фильме школьники были учениками начальной школы города Мэрисвилл».
Согласно информации Daily Variety от 19 февраля 1952 года, за неделю до того, как фильм должен был выйти в Цинциннати в октябре 1951 года Совет киноцензоров Огайо уведомил дистрибутора картины United Artists, что ему нужно больше времени для принятия решения о допуске фильма в прокат. Цензорский совет не давал фильму разрешения на прокат до февраля 1952 года. В информации утверждалось, что обеспокоенность Совета вызвало «присутствие негритянских персонажей в сюжете». Как полагает Эриксон, «фильм, вероятно, избежал попадания в чёрный список, потому что „всё заканчивается хорошо“. Городок излечивает себя и Национальная гвардия не потребовалась».

## Оценка фильма критикой

### Общая оценка фильма
После выхода картины на экраны большинство критиков оценило её в целом позитивно. В частности, Босли Краузер в «Нью-Йорк Таймс» назвал «Колодец» «необычным и шокирующим фильмом», в котором «посредственная социальная драма» сочетается с «насыщенной и захватывающей демонстрацией человеческого сострадания и энергии при спасении маленькой девочки из заброшенного колодца, заканчиваясь напряжённой кульминацией». Критик далее пишет, что фильм «произведён совместными усилиями трёх проворных и предприимчивых молодых людей — Расселла Рауса, Кларенса Грина и Лео Попкина — и сыгран актёрами третьего уровня, которые выдерживают всю мощь выпавшей на них нагрузки». Он рассказывает «историю сочувствия, которая побеждает ненависть в расово разделённом сообществе, которая звучит наиболее правдиво в том, что касается милосердия». По мнению Краузера, хотя «в картине есть и серьёзные дыры, а также некоторое воспалённое безрассудство», тем не менее, «его послание о братстве, кажется, выполнено с добрыми намерениями, а операция спасения по-настоящему заставляет поволноваться». Журнал Variety высоко оценил «честный и часто жестокий подход» к расовым отношениям, а New Yorker выразил некоторое недоумение по поводу того, что «трансформация бунтарей из бандитов в честных, готовых к сотрудничеству и изобретательных граждан, объединившихся ради спасения ребёнка, происходит настолько неожиданно, что зрителю требуется некоторое время, чтобы перестроить своё понимание в отношении того, где здесь добро, а где зло».
Обозреватель TimeOut назвал картину «впечатляющим произведением, блестяще снятым оператором Эрнестом Ласло», где в «захватывающем финале даже самые нетерпимые становятся на сторону ангелов, а опасности спасения эксплуатируются на полную катушку». Киновед Крейг Батлер считает, что «хотя современная публика скорее всего сочтёт фильм где-то устаревшим, он в действительности смотрится намного лучше, чем многие другие „социальные“ фильмы того времени». По словам киноведа, «фильмы на социальную тематику сталкиваются с двумя проблемами — как надлежащим образом донести свои идеи до зрителя, не травмируя его чувства, и, с другой стороны, как сделать так, чтобы эти идеи не затерялись в драматизме истории». Батлер полагает, что «этому фильму удаётся справиться с задачей лучше, чем многим, возможно, потому что хотя он и пытается манипулировать зрителем», тем не менее, «он предлагает захватывающую драматическую ситуацию, которая вполне способна удержать внимание публики». Спенсер Селби назвал картину «плотным и вдохновенным фильмом на социальную тему с хорошим саспенсом», а Майк Кини отметил, что «это очень прогрессивный для своего времени фильм, смелый в разработке темы расизма и один из немногих нуаров, в которых чёрные актёры играют важные роли». Гленн Эриксон охарактеризовал картину как «эмоционально насыщенную социальную драму», которая затрагивает одну из самых острых тем для 1951 года, при этом, по его мнению, «любой разговор об этом фильме должен начинаться с утверждения, что это не дешёвый эксплуатационный фильм». Кроме того, он «показывает, что социальные фильмы нужны, даже если они продвигают какую-либо определённую политическую точку зрения». Далее критик отмечает, что картину отличает «нуаровая тяга к документальному реализму, где в малых ролях заняты десятки непрофессиональных актёров». Также он обратил внимание на то, что создатели фильма «поставили одну из самых сложных и тщательно проработанных сцен расового бунта, возможно, во всей истории американского кино», сделав в финале акцент «на теме коммунального сотрудничества между людьми».

### Особенность композиционного решения фильма
Крейг Батлер полагает, что «фактически, фильм смотрится как два разных фильма. Первая его часть, которая акцентирует внимание на расовых вопросах, приводит к кульминационному расовому бунту, который на удивление мощен. Вторая часть делает акцент на важности единства, и в показе напряжённой борьбы по спасению ребёнка есть своя сила. Однако, несмотря на то, что обе части очевидным образом связаны между собой, всё равно остаётся впечатление беспорядочного построения фильма в целом». По мнению Батлера, хотя «режиссёры Лео С. Попкин и Расселл Раус так и не смогли решить эту проблему, но они позаботились о том, чтобы каждая из двух половин была увлекательна сама по себе».
В рецензии TimeOut отмечается, что «в первой половине фильма дана выразительная картина тревожного волнения в маленьком городке, когда становится известно об исчезновении чёрного ребёнка. Подозрения углубляют расовое разделение, которое угрожает перерасти в насилие на расовой почве с обеих сторон, после того, как становится известно, что случайный белый прохожий каким-то образом мог быть связан с её исчезновением». Когда выясняется, что маленькая девочка на самом деле упала в заброшенный колодец, «атмосфера разряжается, и оставшаяся часть фильма посвящена спасательной операции».
Как пишет Эриксон, фильм «начинается с ужасающего образа крохотного ребёнка, который исчезает под землю, и эта картина гарантированно захватит внимание любого взрослого. На протяжении более чем часа мы думаем об ужасе маленькой Гвендолин в то время, как город над ней деградирует до состояния гражданского хаоса». По мнению Эриксона, «самой поразительной частью фильма был показ расовых волнений, которые практически из ничего вырастают в тотальную войну. Белые и чёрные толпы, вооружённые дубинами и оружием, заполняют улицы и избивают невинных жертв. И когда город идёт вразнос, вопрос о пропавшем ребёнке и человеке, подозреваемом в похищении, отходит на второй план». Критик считает, что «ничего подобного в фильмах ранее не было, за исключением „Выхода нет“ Джозефа Манкевича, который ещё более усилил эпизоды расовых столкновений преувеличенной театральностью».
Краузер обращает внимание на чересчур резкий переход в картине, «когда становится известно, что пропавший ребёнок находится на дне заброшенного колодца». После этого «авторы быстро ослабляют расовую напряжённость настолько же произвольно, насколько они её взвинтили. Они неожиданно объединяют весь город, негров и белых, на почве симпатии к страдающим родителям девочки, и их главным желанием становится спасти её от гибели». После этого начинается «демонстрация эмоционального зрелища спасательной операции, которая пульсирует естественным волнением и братской любовью. События движутся с возбуждающим ускорением, и режиссёры живо передают всю драму с участием ожидающей толпы и бурильных машин, работающих ночью при свете прожекторов. Сострадание может быть слегка чрезмерно и окончание идеализировано, выходя за грань достоверности, но электричество проходит по картине в тот момент, когда ребёнка пытаются достать из-под земли».

### Параллели с другими картинами
Гленн Эриксон указывает, что фильм «рассматривает Америку как пороховую бочку, которая в любой момент может взорваться расовой войной, и всё же он не несёт гнева так называемых „подрывных“ голливудских фильмов „Звук ярости“ (1950) и „Вор“ (1951)». В фильме Сая Эндфилда «Звук ярости» говорилось о том, что неравенство в казалось бы расцветавшей послевоенной экономике может довести хорошего человека до ужасного преступления, а в фильме Джозефа Лоузи «Вор» полицейский убивает ради любви и денег, рассчитывая таким образом стать членом «успешного класса». Эриксон отмечает, что «создатели этих фильмов попали в чёрный список и были вынуждены уехать в Англию, а их фильмы рассматривались как нападки на Америку, дающие пропагандистский рычаг врагам страны в эпоху Холодной войны». Кроме того, по мнению критика, «как монтаж, так и сценарий первой части фильма по существу скопирован с новаторского фильма Фритца Ланга „Ярость“ (1936), в центре внимания которого была тема линчевания».
В плане сюжетного развития Эриксон увидел параллели с комедией «Русские идут! Русские идут!» (1966), где американцы и русские из-за панических слухов уже готовы открыть друг по другу огонь, однако когда жизнь маленького ребёнка оказывается в опасности, обе стороны прекращают противостояние и совместными усилиями спасают его. Кроме того, по мнению Эриксона, «вторая часть фильма напоминает классический немецкий фильм Г. В. Пабста „Товарищество“ (1931), действие которого происходит в межвоенный период на франко-немецкой границе. Когда во Франции происходит обвал шахты, немецкие шахтёры, забыв о горьких обидах войны, добровольно приходят французским коллегам на помощь, поскольку профессиональный долг перевешивает в их сознании чувство национальной ненависти. Общий гуманизм граждан в „Колодце“ также в итоге перевешивает их расовые различия».

### Тема расового конфликта в фильме
Краузер считает, что драма является «довольно смелой небылицей о неожиданно вспыхнувшей расовой ненависти и крайне взрывоопасном расовом бунте, которым легче сочувствовать, чем в них поверить. Без сомнения, уродливая ситуация вроде этой могла бы предположительно произойти в обществе, где уже существует дисгармония и подозрительность между неграми и белыми. Без сомнения, дикие слухи и подогретые эмоции, что выразительно показано здесь, могут разжечь пламя». Однако, по словам одного из темнокожих героев фильма, в городе никогда не было никаких расовых проблем, то есть остаётся совершенно непонятно, «откуда возникло такое недоверие по отношению к правосудию или такой взрыв ненависти». По мнению Краузера, «совершенно произвольно и бездумно введенные в фильм предрассудки и антагонизм показаны не столько с целью понять общество, сколько с целью произвести впечатление на зрителя».
Эриксон считает, что фильм демонстрирует «поразительно зрелый подход к афроамериканцам в этом расово смешанном обществе». Они показаны не идеализированными ролевыми моделями, а людьми со своими эмоциями, которые могут потерять логику, но при этом «у них есть уважение и достоинство». Критик также отмечает, что фильм «отходит от реализма при показе расового бунта, когда насилие исчезает сразу же, как только становится известно, что маленькая девочка застряла в колодце. В этот момент повествование становится немного нечётким. Нет какого-то определённого поворотного пункта, когда город переключается от бунтарской истерии к общим заботам. Когда после десятков избиений гражданская температура уже разогрета, ожидаешь, что отдельные вспышки насилия будут продолжаться и дальше».

### Оценка работы актёров и творческой группы
Краузер положительно оценил актёрскую работу, особенно, во второй части картины. В частности, он написал, что «на этой стадии актёры проявляют себя наилучшим образом, особенно, Ричард Робер в роли ответственного шерифа, Барри Келли в роли местного строительного подрядчика, Генри Морган в качестве заподозренного в преступлении незнакомца и Мэйди Норман в роли матери ребёнка. Горожан и помощников шерифов также убедительно сыграли различные незнакомые актёры в этой действенной части фильма».
Как пишет Батлер, «среди актёров есть несколько профессионалов (в частности, очень хороший Гарри Морган), но ещё больше непрофессионалов, которым, возможно, и не хватает мастерства, но зато в их работе ощутима столь нужная энергетика». Кини считает, что «ветеран нуара Морган отличен в роли невинного человека, подозреваемого в растлении и убийстве малолетней девочки», а Эриксон пишет, что эта «роль, вероятно, стала крупным прорывом для Моргана, так как спрос на его услуги резко вырос, и вскоре он стал постоянно играть в фильмах с Джеймсом Стюартом». Тем не менее, в первую очередь Эриксон выделил Ричарда Робера, актёра, с «интересным лицом крутого парня и выразительными, задумчивыми глазами, который своим участием скрепляет смешанный состав профессиональных актёров и местных непрофессионалов». Далее критик пишет, что «роли воюющих горожан в этом фильме исполнили в основном местные непрофессиональные актёры. Их действия и поступки достоверны и тревожны, даже если актёрская игра и слаба». Он также обратил внимание на Мэйди Норман в роли «парализованной тревогой» матери, которая после попытки поговорить с дочерью сквозь отверстие в земле «проводит большую часть эпизода спасения, замерев в тишине».
Эриксон также обратил внимание на «стремительный монтаж Честера У. Шеффера», особенно, в сценах со «сплетничающими гражданами — главным образом, разгорячёнными белыми — которые распространяют преувеличенные ложные слухи о диких действиях „зазнавшихся“ чёрных», а Майкл Кини высоко оценил «музыку Дмитрия Тёмкина, которая значительно усиливает напряжённость и волнение».

## Признание
В 1952 году фильм был номинирован на две премии Оскар — за лучший оригинальный сценарий (Кларенс Грин и Расселл Раус), а также за лучший монтаж (Честер У. Шеффер). В том же году за музыку к фильму композитор Дмитрий Тёмкин был номинирован на Золотой глобус, а Гильдия писателей Америки номинировала Рауса и Грина на премию Роберта Метцера за сценарий, который наиболее искусно раскрывает проблемы американской жизни.